# Ball de Cercolets de Reus
El Ball de Cercolets de Reus és una dansa que forma part dels elements del Seguici Festiu de Reus que surt per la Festa Major i per les festes de la mare de Déu de Misericòrdia el 25 de setembre.
Els balladors porten a les mans uns cèrcols o arquets de fusta enramats de verd o guarnits amb cintes de colors, amb els quals formen diferents figures. En destaca la del globus, on un ballador, que ha pujat a les espatlles d'un altre, queda per damunt de tots els cercolets. Els folkloristes vinculen aquesta dansa amb antics rituals agraris. Hi ha qui ho vincula amb la verema o veu el seu origen en les festes paganes de la recol·lecció dels fruits, que es dedicaven a la deessa Flora. Ball molt estès a Catalunya amb variants, però sempre amb els cèrcols enramats que els són característics
El Ball de Cercolets està documentat a Reus des del segle xviii, i es va mantindre actiu fins al 1871, quan va desaparèixer el gremi de corders o fabricants de cordes que el patrocinava. Bofarull parla d'aquest ball quan comenta les festes que es van fer a Reus per la jura de la reina Isabel II, el 1833: "Los sogueros se distinguieron con la vistosa danza dels Cercolets, siendo de notar que particulares aficionados duplicaron este agradable objeto", cosa que indica que hi havia un altre grup de Ball de cercolets de producció privada.

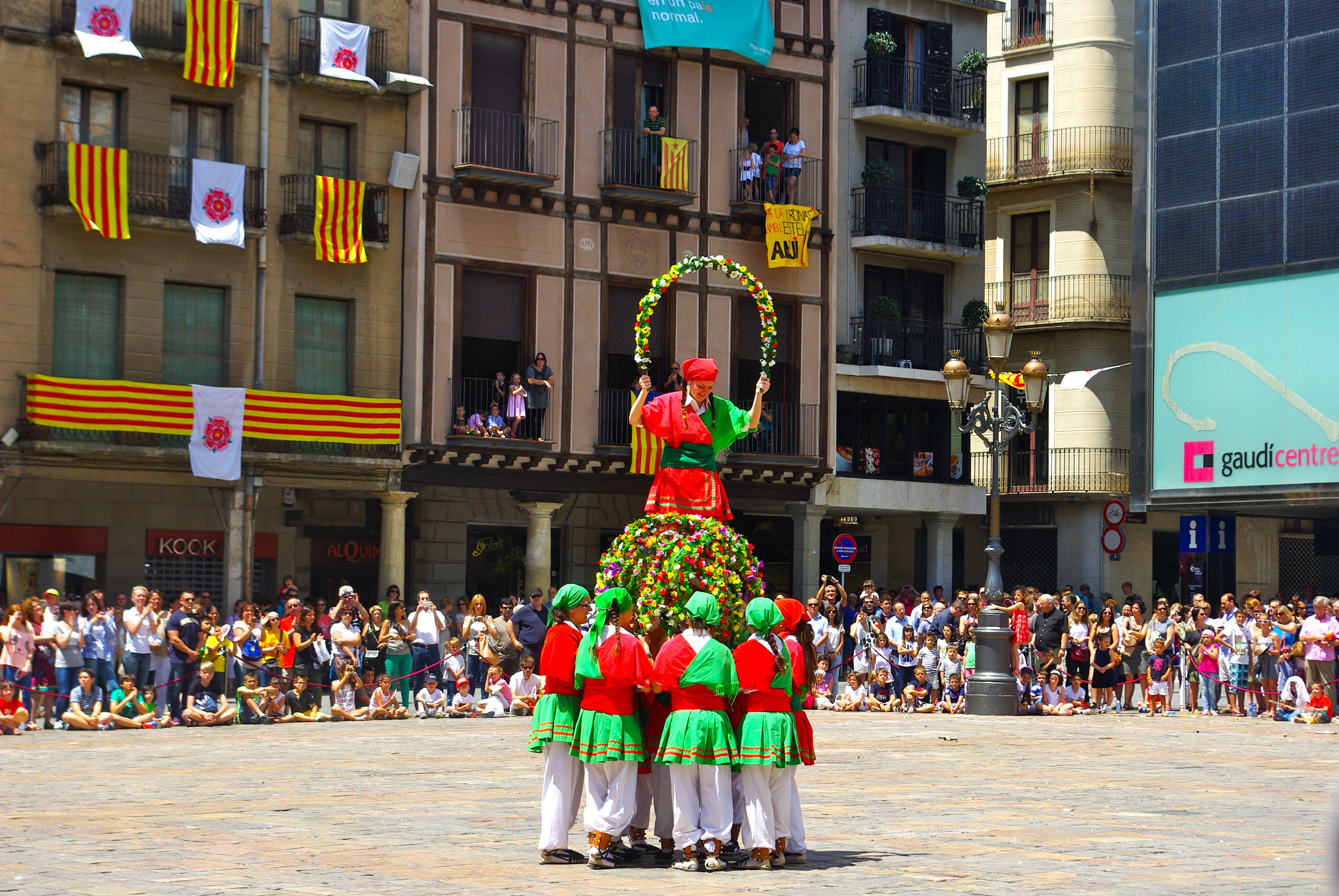
Ball de Cercolets. Globus

La dansa es va reincorporar a la Festa Major de Reus el 1996, a partir del treball de la Coordinadora de danses Tradicionals de Reus i del folklorista reusenc Josep Bargalló i Badia. Les balladores van vestides amb brusa i pantalons blancs, mocador creuat al pit i al cap i faldellí verd o vermell, picarols a les cames i un cèrcol guarnit amb flors. El ball s'acompanya amb un grup de grallers.